# Long Cay (Caicos-Inseln)
Long Cay ist eine 4,8 Kilometer lange und im Durchschnitt nur 150 Meter breite unbewohnte Insel der Caicos-Inseln. Sie liegt 800 Meter südwestlich vor dem Küstenort Cockburn Harbour auf der Insel South Caicos.
Das schmale Long Cay liegt auf dem südöstlichen Außenriff der Caicos-Inseln, ist karg bewachsen und durchweg felsig. An der mit 700 Meter breitesten Stelle ragen die schroffen Felsen bis 18 Meter über den Meeresspiegel hinaus.
Long Cay, das nahegelegene Middleton Cay und die Gruppe der Six Hill Cays sind beliebte Ausflugsziele von Hochseeanglern und Sporttauchern. Die Inseln gehören zum Nationalpark Admiral Cockburn Land & Sea National Park.